# Nuuk Idraetslag
Il Nuuk Idraetslag (conosciuto anche come NŰK o Nuuk IL) è una squadra di calcio della Groenlandia fondata nel 1934. Disputa il massimo campionato della nazione, la CocaCola GM. Compete in altre discipline come calcio femminile e pallamano. Nella stagione invernale e per l'impraticabilità dei campi la società possiede una rappresentativa di calcio a 5. Le partite casalinghe vengono disputate al Nuuk Stadium. La formazione del Nuuk IL ha conquistato nella sua storia 5 titoli nazionali. Insieme ai concittadini del B-67 danno luogo al Derby di Nuuk.
La rappresentante di pallamano ha conquistato 11 titoli nazionali, di cui 6 consecutivi dal 1994 al 1999.

## Palmarès

### Competizioni nazionali

#### Calcio
- Campionato Groenlandese: 5

Champion - 1981, 1985, 1986, 1988, 1990
- Campionato Groenlandese Femminile: 4

Champions - 2001, 2002, 2004, 2005
Second - 1997, 1998, 1999, 2003

#### Pallamano
- Greenlandic Handball League: 11

Champion - 1978, 1991, 1994, 1995, 1996, 1997, 1998, 1999, 2001, 2002, 2004